# Selvazzano Dentro
Selvazzano Dentro är en ort och kommun i provinsen Padova i regionen Veneto i Italien. Kommunen hade 22 964 invånare (2018).